# 수에즈 운하 스타디움
수에즈 운하 스타디움(아랍어: استاد قناة السويس, 영어: Suez Canal Stadium)은 이집트 이스마일리아에 위치한 경기장으로 총 수용 인원은 22,000명이다. 현재는 올림픽 엘 카나 SC에서 사용한다. 이전 경기장은 철거되었고, 2019년에서 2022년 사이에 완전히 재건설 되었다. 재건설 전에는 10,000명을 수용할 수 있었다.